# 胎児水腫
胎児水腫（たいじすいしゅ、ラテン語: Hydrops fetalis）とは胎児の皮下浮腫、胸水、腹水、心嚢水のうち2つ以上を認める状態である。超音波検査または病理解剖によって診断される。胎児の心不全の徴候である。